# Международный аэропорт имени Лал Бахадур Шастри
Международный аэропорт имени Лал Бахадур Шастри (англ. Lal Bahadur Shastri Airport) (ИАТА: VNS, ИКАО: VEBN) — государственный аэропорт в Индии, расположен в 26 километрах от города Варанаси. В 2005 году аэропорт был назван в честь второго премьера-министра Индии Лал Бахадур Шастри. В 2012 году аэропорт стал международным.